# 上栗县
上栗县是中国江西省萍乡市下辖的一个县，位于萍乡市北部，東鄰宜春市、蘆溪縣，南連安源經濟開發區、湘東區，西接湖南省醴陵市，北壤瀏陽市，縣政府駐上慄鎮。

## 地理
东西宽约25公里，南北长约45公里。全县总面积为725平方公里。丘陵、山地面积为81.89万亩，林地面积65.69万亩，耕地面积18.8万亩，森林覆盖率50.8%。
全县地形以丘陵、山地为主，属罗霄山餘脉。地势东北高，西南低。全县平均高度为海拔233.7米。

### 气候
属亚热带季风湿润气候，四季分明，雨量充沛，日照充足。平均气温17摄氏度，平均降雨量 1570毫米，平均日照1581小时，无霜期280天左右。

## 交通
- 319国道

## 经济
适宜水稻，油茶，茶叶，毛竹，针叶林栽培。
产烟花、鞭炮、煤炭、建材、食品、陶瓷、机械等，上栗是中国四大鞭炮烟花产地之一，是鞭炮烟花产品的重要出口基地。

## 行政区划
上栗县下辖6个镇、4个乡：
上栗镇、桐木镇、金山镇、福田镇、彭高镇、赤山镇、鸡冠山乡、长平乡、东源乡和杨岐乡。
根據第七次人口普查數據，截至2020年11月1日零時，上栗縣常住人口為469957人。

## 文化
- 杨岐山： 杨歧禅宗佛教。
- 义龙洞： 地表溶洞，有“天下第一洞”之美称，被誉为“地下艺术长廊”。
- 傩文化： 保存完整，民间文化丰富，被中国文化部授予“傩文化之乡”的称号。